# 忍者龙剑传 (红白机)
《忍者龙剑传》是一款由特库摩制作和发行的横向卷轴类动作平台类游戏。本游戏是特库摩在FC游戏上开发的游戏，与同名街机版清版动作游戏在几乎同一时间制作和发行。本游戏于1988年12月在日本地区FC游戏机上发行。游戏后移植至PC Engine、超级任天堂和Virtual Console。
游戏的主人公名为隼龙。他正在寻求为他的父亲报仇，但是逐渐发现自己涉及到一场威胁到整个世界的险恶阴谋。
在1989年和1990年，《任天堂力量》对忍者龙剑传进行了大量宣传。本游戏被刊登在该杂志1989年3月和4月的封面上。

## 情节
年轻的隼流忍者隼龙发现父亲隼乔神秘失踪，唯一的线索是一封信，告诉龙自己与人决斗，若不能回来则是败了。龙要带上隼流世代传承的龙剑（以上古神龙之牙锻造，拥有破邪斩魔之力的神剑），去美国找考古学家瓦尔特·史密斯。龙赶到美国，却被一个女孩偷袭击晕，醒后却被托付了一座神秘的雕像并被放走。找到史密斯之后，龙得知乔和史密斯两人当年在位于亚马孙盆地的古代遗迹意外发现了封印着邪神的神秘雕像，而雕像共有两座，分别封印着邪神的一部分力量。乔和史密斯决定分别保存，使两座雕像无法合一。这时有人突然夺走了邪神像并杀死史密斯。 中央情报局的特别行动队长福斯特也找到龙，要求龙配合夺回邪神像。麻醉龙的女孩则是福斯特的手下，卧底在邪鬼王手下的间谍。把邪神像交给龙同样是为了阻止邪神的复活。龙找到幕后黑手邪鬼王的巢穴，却发现邪鬼王的手下捉了那个女孩艾琳·露以胁迫自己交出邪神像，之后掉入邪鬼王的陷阱。龙重新爬上去后也发现当时与父亲决斗的杀父仇人马尔斯在等著。龙击倒了杀父仇人，意外得知自己父亲还活着。再次突入巢穴后找到被操控的父亲乔，龙救醒被控制的父亲乔后，乔舍身挡住邪鬼王的致命一击，龙也终于干掉了邪鬼王，但邪神像还是在月食中复活。终于打倒邪神后，龙和不再愿听命于福斯特的艾琳相拥而去眺望太阳升起。

## 开发与评价
忍龙系列的初代（同年发售的还有街机版），也是3部曲中难度最高的。由于制作经验不足，游戏的难度被设定的很高，但以过场动画的形式来交代剧情，让人印象深刻。国内当时很少有人能接触到这部作品。游戏本身的刷怪BUG和陷墙BUG（又有穿墙、鼯鼠功等叫法）也同样出名。 1991年忍龙在SEGA的GG手掌机上推出，由SEGA进行重制，剧本完全是原创，在操作方面保留了原作的特殊武器以及爬墙动作，主角可以一面出刀一面前进，并且一开始就拥有类似FC版3代的刀光，这使得游戏感觉上更像CAPCOM的《出击飞龙》。由于GG屏幕解析度的限制，游戏画面显得比较紧凑，对于习惯FC版的玩家来说节奏稍显唐突。不过最大的一个改动就是把特殊武器的使用方法由“上+攻击”改成了“下+攻击”。